# Усть-Нердва
Усть-Нердва - присілок у складі Карагайського району в Пермському краї.

## Географічне положення
Присілок розташований у східній частині району на правому березі Обви біля місця впадання в неї річки Нердва на відстані приблизно 2 кілометри на північний схід прямо від села Рождественськ.

## Клімат
Клімат помірно-континентальний з тривалою сніжною зимою та коротким, помірно-теплим літом. Середня температура липня становить +17,6 °C, січня −15,7 °C. Безморозний період триває 100—130 днів. Період із температурою повітря вище 10 °C становить 115 днів. Середня річна кількість опадів становить 430—450 мм. Стійкий сніговий покрив лягає в середньому з 10 жовтня по 5 листопада, рідше 22 листопада. Найбільша за зиму висота снігового покриву в окремі роки може суттєво відрізнятися, при середніх значеннях (до 20 березня) 50 см у малосніжні та 75—80 см у багатосніжні зими.

## Історія
Село до 2021 року входить до складу Рождєствєнського сільського поселення Карагайського району. Передбачається, що після скасування обох муніципальних утворень увійде до складу Карагайського муніципального округу.

## Населення
Постійне населення становило 20 осіб у 2002 році (100 % росіян), 11 осіб у 2010 році.